# Qatar op de Olympische Zomerspelen 1992
Qatar nam deel aan de Olympische Zomerspelen 1992 in Barcelona, Spanje. Het was de derde deelname van het land aan de spelen en er werd voor het eerst een medaille gewonnen, namelijk in de atletiek.

## Medailleoverzicht
| Sport    | Olympiër          | Onderdeel | Medaille |
| -------- | ----------------- | --------- | -------- |
| Atletiek | Mohammed Suleiman | 1500m (m) | Brons    |

## Deelnemers
(m) = mannen, (v) = vrouwen, (g) = gemengd

### Atletiek
| Olympiër                                                                     | Discipline             | Resultaat | Prestatie                                                                                            |
| ---------------------------------------------------------------------------- | ---------------------- | --------- | --- |
| Talal Mansour                                                                | 100m (m)               | 12e       | serie 7: 2de in 10,43 kwartfinale 1: 3de in 10,32 halve finale 2: 5de in 10,34                       |
| Sayed Mubarak Al-Kuwari                                                      | 200m (m)               | 56e       | serie 8: 4de in 21,87                                                                                |
| Ibrahim Ismail                                                               | 400m (m)               | 7e        | serie 9: 1ste in 45,21 kwartfinale 3: 3de in 45,18 halve finale 1: 3de in 45,01 finale: 7de in 45,10 |
| Mohamed Ismail Youssef                                                       | 800m (m)               | 33e       | serie 7: 3de in 1.49,32                                                                              |
| Mohamed Suleiman                                                             | 1500m (m)              | Brons     | serie 4: 2de in 3.36,72 halve finale 2: 1ste in 3.34,77 finale: 3de in 3.40,69                       |
| Jamal Abdi Hassan                                                            | 3000m steeplechase (m) | 29e       | serie 3: 11de in 8.54,98                                                                             |
| Sami Al-Abdullah Masoud Abdul Khamis Ibrahim Ismail Muftah Fareh Ibrahim Ali | 4x400m (m)             | 16e       | serie 3: 5de in 3.07,26                                                                              |
| Abdullah Mohamed Al-Sheib                                                    | verspringen (m)        | 40e       | kwalificatie groep B: 20ste met 7,27m                                                                |
| Abdullah Mohamed Al-Sheib                                                    | hoogspringen (m)       | 33e       | kwalificatie groep B: 16de met 2,10m                                                                 |
| Bilal Saad Mubarak                                                           | kogelstoten (m)        | 24e       | kwalificatie groep B: 13de met 16,98m                                                                |

### Voetbal
| Olympiër | Discipline | Resultaat | Prestatie                                                                                          |
| --- | ---------- | --------- | -------------------------------------------------------------------------------------------------- |
| Abdul Aziz Hassan Jalouf Abdul Nasser Ali Al-Obaidly Abdullah Basheer Al-Abdullah Adel Mulla Al-Mulla Ahmed Khalil Saleh Fahad Rashid Al-Kuwari Hamad Mubarak Al-Attiya Juma Salem Johar Khaled Habib Al-Waheebi Mahmoud Soufi Mohamed Al-Mohannadi Mubarak Moustafa Rashid Shami Suwaid Waleed Ibrahim Waleed Bakhit Maayof Youssef Adam Zamel Essa Al-Kuwari Amer Al-Kaabi Fareed Gholam Mahboub Jaffal Rashid | mannen     | 8e        | groep B: 2de W van Egypte: 1-0 G van Colombia: 1-1 V van Spanje: 0-2 kwartfinale: V van Polen: 0*2 |

| Groep B |          |             |             |             |             |            |            |            |        |
| #       | Land     | Wedstrijden | Wedstrijden | Wedstrijden | Wedstrijden | Doelpunten | Doelpunten | Doelpunten | Punten |
| #       | Land     | G           | W           | G           | V           | V          | T          | Saldo      | Punten |
| 1       | Spanje   | 3           | 3           | 0           | 0           | 8          | 0          | +8         | 6      |
| 2       | Qatar    | 3           | 1           | 1           | 1           | 2          | 3          | -1         | 3      |
| 3       | Egypte   | 3           | 1           | 0           | 2           | 4          | 6          | -2         | 2      |
| 4       | Colombia | 3           | 0           | 1           | 2           | 4          | 9          | -5         | 1      |

| Ronde       | Datum     | Plaats   | Land | Score | Land |
| ----------- | --------- | -------- | ---- | ----- | ---- |
| Groepsfase  |           |          |      |       |      |
| 24 juli     | Sabadell  | Egypte   | 0-1  | Qatar |      |
| 27 juli     | Sabadell  | Colombia | 1-1  | Qatar |      |
| 29 juli     | Valencia  | Spanje   | 2-0  | Qatar |      |
| Kwartfinale |           |          |      |       |      |
| 1 augustus  | Barcelona | Polen    | 2-0  | Qatar |      |

Albanië · Algerije · Amerikaanse Maagdeneilanden · Amerikaans-Samoa · Andorra · Angola · Antigua en Barbuda · Argentinië · Aruba · Australië · Bahama's · Bahrein · Bangladesh · Barbados · België · Belize · Benin · Bermuda · Bhutan · Bolivia · Bosnië en Herzegovina · Botswana · Brazilië · Britse Maagdeneilanden · Bulgarije · Burkina Faso · Canada · Centraal-Afrikaanse Republiek · Chili · China · Chinees Taipei · Colombia · Congo-Brazzaville · Cookeilanden · Costa Rica · Cuba · Cyprus · Denemarken · Djibouti · Dominicaanse Republiek · Duitsland · Ecuador · Egypte · El Salvador · Equatoriaal-Guinea · Estland · Ethiopië · Fiji · Filipijnen · Finland · Frankrijk · Gabon · Gambia · Gezamenlijk team · Ghana · Grenada · Griekenland · Groot-Brittannië · Guam · Guatemala · Guinee · Guyana · Haïti · Honduras · Hongarije · Hongkong · Ierland · IJsland · India · Indonesië · Irak · Iran · Israël · Italië · Ivoorkust · Jamaica · Japan · Jemen · Jordanië · Kaaimaneilanden · Kameroen · Kenia · Koeweit · Kroatië · Laos · Lesotho · Letland · Libanon · Libië · Liechtenstein · Litouwen · Luxemburg · Madagaskar · Malawi · Malediven · Maleisië · Mali · Malta · Marokko · Mauritanië · Mauritius · Mexico · Monaco · Mongolië · Mozambique · Myanmar · Namibië · Nederland · Nederlandse Antillen · Nepal · Nicaragua · Nieuw-Zeeland · Niger · Nigeria · Noord-Korea · Noorwegen · Oeganda · Oman · Oostenrijk · Pakistan · Panama · Papoea-Nieuw-Guinea · Paraguay · Peru · Polen · Portugal · Puerto Rico · Qatar · Roemenië · Rwanda · Saint Vincent‑Grenadines · Salomonseilanden · Samoa · San Marino · Saoedi-Arabië · Senegal · Seychellen · Sierra Leone · Singapore · Slovenië · Soedan · Spanje · Sri Lanka · Suriname · Swaziland · Syrië · Tanzania · Thailand · Togo · Tonga · Trinidad en Tobago · Tsjaad · Tsjecho-Slowakije · Tunesië · Turkije · Uruguay · Vanuatu · Venezuela · Verenigde Arabische Emiraten · Verenigde Staten · Vietnam · Zaïre · Zambia · Zimbabwe · Zuid-Afrika · Zuid-Korea · Zweden · Zwitserland · Onafhankelijke olympische deelnemers